# Lissoporcellana nakasonei
Lissoporcellana nakasonei is een tienpotigensoort uit de familie van de Porcellanidae. De wetenschappelijke naam van de soort is voor het eerst geldig gepubliceerd in 1978 door Miyake.